# جورج آدم ستروف
جورج آدم ستروف (بالألمانية: Georg Adam Struve) (و. 1619 – 1692 م) هو قاضي، وأستاذ جامعي، وكاتب ألماني، ولد في مغدبورغ، توفي في ينا، عن عمر يناهز 73 عاماً.